# Tasesa Lavea

a Compétitions nationales et continentales officielles uniquement.

b Matchs officiels uniquement.
Dernière mise à jour le 19 décembre 2018.

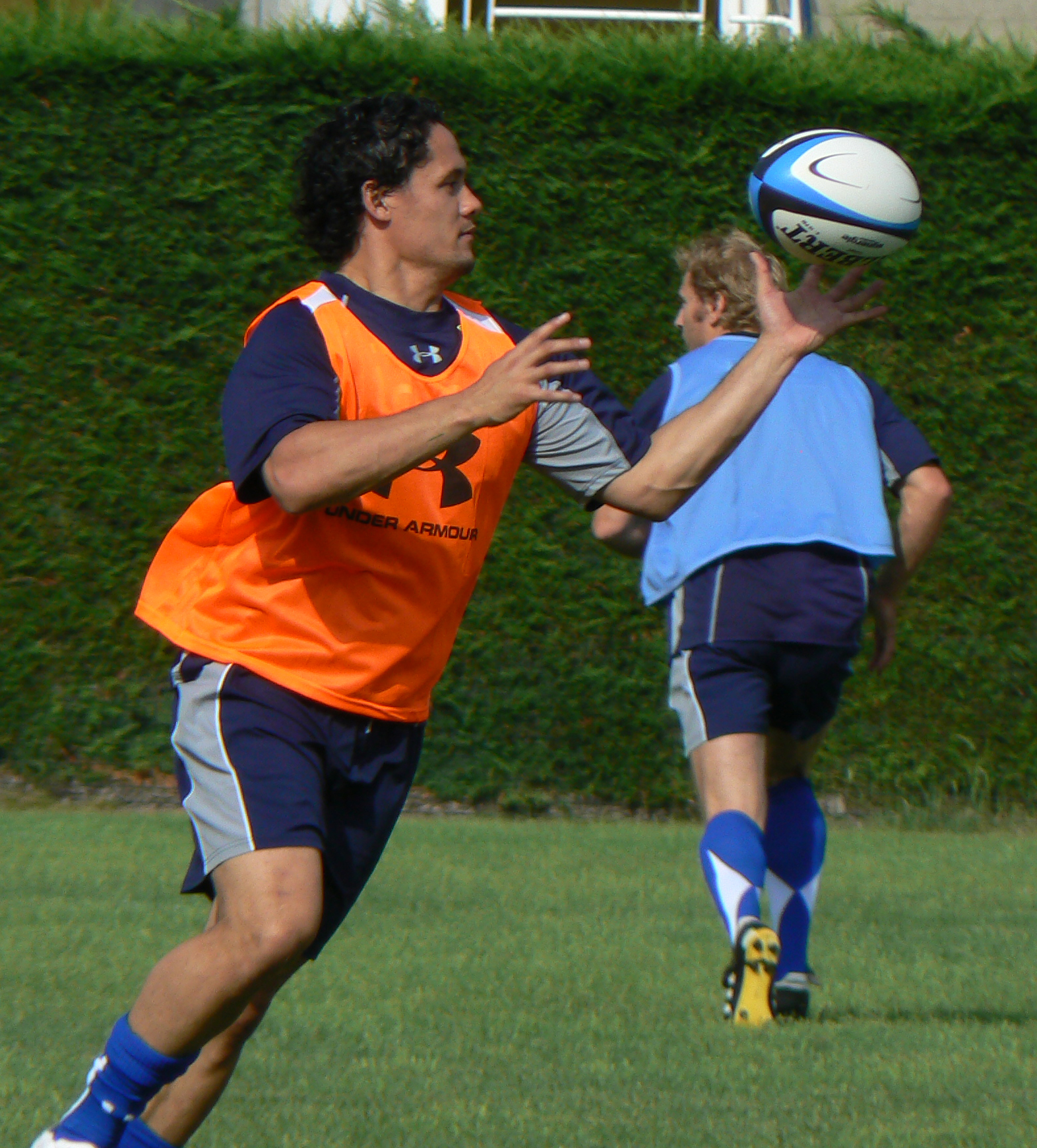
Tasesa Lavea lors d'un entrainement avec l'ASM Clermont Auvergne

Tasesa Lavea, né le 10 janvier 1980 à Taihape (Nouvelle-Zélande), est un ancien joueur de rugby à XV et de rugby à XIII. Il fut international néo-zélandais à XIII et samoan à XV. Il évoluait au poste de demi d'ouverture ou de centre (1,76 m pour 87 kg). C'était un joueur petit par la taille mais très physique, attaquant souvent la ligne.

## Carrière

### En club et province
- Province : Chiefs

Il a débuté en 2003 dans le championnat des provinces NPC et en 2004 dans le Super 12. Il a disputé 6 matchs de Super 12 en 2005, 9 matchs de Super 14 en 2006, 7 matchs de Super 14 en 2007. Victime d'une déchirure d'un ligament du pied gauche en février 2008 (trois mois d'indisponibilité) il manque le Super 14.
Il s'est engagé avec l'ASM Clermont à partir de la saison 2009-2010. Il peut aussi jouer centre. Il marque son premier essai en Top 14 lors de la 18e journée contre la formation du Stade toulousain. Il n'a jamais réussi à vraiment concurrencer le titulaire du poste, Brock James, et quitte le club au terme de la saison 2010-2011.
Il met un terme à sa carrière sportive après un bref passage aux Sale Sharks en 2011-2012.

### En équipe nationale
- 7 sélections avec les Samoa entre 2010 et 2011.
- Participation à la coupe du monde 2011

## Palmarès
Avec l'ASM Clermont
- Championnat de France :
  - Champion (1) : 2010

Statistiques
- 30 matchs de Super Rugby
- 16 matchs de Top 14